# 余生，请多指教
《余生，请多指教》，为湖南卫视与腾讯视频于2022年3月15日起播出的的现代都市情感剧。本剧改编自柏林石匠同名小说《余生，请多指教》，由巫天旭担任制片人，陆天担任总编剧，与执导电视剧《忽而今夏》的吕赢导演合作打造。该剧讲述了音乐系大三学生林之校（杨紫 饰）因父亲生病住院，与父亲的主刀医生顾魏（肖战 饰）邂逅并相爱的故事。WeTV为海外独家播放平台2022年3月15日同步腾讯视频播出。從3月25日開始衛視收視率破1% 1.36%到大結局1.52%，蝉联17连冠。

## 播出时间
| 频道/平台    | 所在地   | 播出日期      | 播出时间                                  | 备注                                                         |
| 湖南卫视     | 中国大陆 | 2022年3月15日 | 每晚20:20                                 | 每周日-周四两集连播 周五-周六播出一集                        |
| 腾讯视频     | 中国大陆 | 2022年3月15日 | 会员每晚22:00 非会员首播日24:00 后续22:00 | 会员每周日至周四更新2集 周五及周六更新1集 非会员每日转免一集 |
| WeTV         | 国际     | 2022年3月15日 | 会员每晚22:00 非会员首播日24:00 后续22:00 | 会员每周日至周四更新2集 周五及周六更新1集 非会员每日转免一集 |
| astro全佳HD  | 马来西亚 | 2022年3月28日 | 每晚 22:00 - 23:00                        | 每晚播出一集                                                 |
| 愛爾達影劇台 | 臺灣     | 2022年6月29日 | 每週一至週五 19:00 - 21:00                | 兩集連播                                                     |

- 湖南卫视，腾讯视频，WeTV播出时间为中国北京时间，Astro全佳HD播出时间为马来西亚吉隆坡时间。

## 剧情简介
大三音乐系元气少女林之校，不想按照父亲的安排规划人生，希望坚持自己的音乐梦想，却突遭父亲患癌的家庭变故，与正好处在事业低谷、想要放弃外科医生事业的顾魏狭路相逢。林之校身上坚韧、乐观、向阳而生的品质打动了顾魏，而顾魏也始终像一盏灯，默默地温暖着林之校。爱情开始的时候，我们往往都不知道是爱情，两个人从相识、相知到相爱，经历过爱情的甜蜜，同时，也品尝着成长的酸甜苦辣。
但无论遇到什么样的难题，他们都不轻言放弃，而是努力让自己变得更加优秀，坚定地靠近对方并托付余生。

## 演员阵容

### 主要人物
| 演員 | 角色   | 介紹 |
| 楊紫 | 林之校 | 林之校是音乐系大三学生，主修大提琴。活泼开朗、热血善良、从不服输，是小太阳般的存在。是非分明，乐观向上，有时小聪明，有时小冲动。对待自己的目标执着、坚定，不轻易放弃。在感情上有一些懵懂和迟钝，但明确了自己的心意后一往无前。 |
| 肖战 | 顾魏   | 顾魏是消化病学中心外科主刀医生。他能力出众，但过度在意失败和挫折。一次意外的医疗事故更是差点成为压垮他的最后一根稻草，让他承受巨大的心理压力。当顾魏遇到林之校，二人成为温暖彼此的太阳，最终携手走出阴霾、共度余生。           |

### 顾魏周边人物
| 演員   | 角色     | 介紹 |
| 翟子路 | 顾肖     | 顾魏堂弟。典型富二代，风流倜傥、玩世不恭，爱好是花钱和谈恋爱，人生座右铭是“及时行乐”。平时没个正形，感情中片叶不沾身的他在遇到萧珊后觉得觅得了真爱，和萧珊是棋逢对手的欢喜冤家。对顾魏的感情状况极为关注，并屡屡成为帮倒忙的助攻者。                                                     |
| 马渝捷 | 高浠     | 胃肠外科主治医师，副院长之女。顾魏同学兼同事。优秀冷静、聪明能干。内心孤傲，严格保持和病人之间的距离。在工作中，和顾魏是非常好的搭档，也被所有人认为是顾医生最适合娶的人。对顾魏充满爱慕和崇拜，总是设法在工作中帮助顾魏。只是，与顾魏的价值观有比较大的冲突，从来走不进顾魏的内心世界。 |
| 王成阳 | 杜文骏   | 与顾魏同科室的实习-主治医生，顾魏学生。 |
| 杜双宇 | 严秉君   | 与顾魏同科室的主治医生。 |
| 杨潇然 | 陈小薇   | 医院外科区域服务护士。 |
| 方小月 | 顾魏母亲 | 大学讲师，主要进行麻醉学-临床麻醉方面的授课，对顾魏从小非常严格教育。 |
| 刘顺钢 | 顾魏父亲 | 医生，心胸外科，对顾魏从小非常严格教育。 |

### 林之校周边人物
| 演員   | 角色   | 介紹 |
| 李沐宸 | 萧珊   | 林之校闺蜜，也是对方生活和情感上的狗头军师，经常为林之校出头。美艳大方、聪明漂亮，敢爱敢恨。情商极高，深谙处世之道。看似是情场高手，对待爱情充满游戏态度，绝不拖泥带水，实则内心充满着对美好爱情的渴望，遇到真爱也会奋不顾身，飞蛾扑火。                                     |
| 李昀锐 | 邵江   | 外表阳光，才华横溢，是所有人眼中的完美学长，也是林之校在懵懂青春期的精神信仰和暧昧对象。但因为高中毕业出国，两人的关系无疾而终，留下遗憾。回国之后，与顾魏展开了对林之校的竞争。                                                                                             |
| 郝文婷 | 李慧娟 | 林之校母亲，林家尖锐父女关系的润滑剂。原为S市重点高中语文老师，后为了家庭而辞去工作。时髦、开明，和林之校的相处模式比之母女更像姐妹。和林父多年来感情极好，是林父用一生去守候的“大公主”。                                                                                    |
| 夏志卿 | 林建国 | 林之校父亲。市重点高中教导主任。表面严肃、古板，下班后仍会把家里变成学校教导处的氛围。经常和林之校产生冲突、矛盾，实则深爱女儿，总是默默试图去理解对方的想法和喜好。是一个嘴硬心软，不懂得如何表达自己情感的典型中国式父亲。有二十年胃溃疡病史，后确诊胃癌，成为顾魏的病人。 |

### 其他人物
| 演員   | 角色     | 介紹                                                                             |
| 赵诗意 | 印玺     | 金石的女朋友，后分手，和林之校為同學、閨蜜。                                     |
| 章煜奇 | 金石     | 印玺的男朋友，后分手。                                                           |
| 孙嵘   | 顾肖父亲 | 公司老板，希望顾肖可以自己生活而常常非常严厉，但却因为忙碌很少机会和顾肖在一起。 |
| 郑晓婉 | 顾肖母亲 | 和父亲相反，对顾肖非常宠爱和照顾，希望儿子活的非常幸福开心自由。                 |
| 杨之楹 | 吕之楹   | 顾魏父母为了让顾魏近期结婚，于是介绍了相亲女硕士给顾魏认识。                     |

## 原声带
| 《余生，请多指教》電視劇原聲帶 | 《余生，请多指教》電視劇原聲帶 | 《余生，请多指教》電視劇原聲帶 | 《余生，请多指教》電視劇原聲帶 | 《余生，请多指教》電視劇原聲帶 |
| 曲序                           | 曲目                           |                                | 作曲                           | 演唱                           |
| ------------------------------ | ------------------------------ | ------------------------------ | ------------------------------ | ------------------------------ |
| 1.                             | 余生，请多指教（主題曲）       | 张赢                           | 罗锟                           | 楊紫、肖戰                     |
| 2.                             | 一個人喜歡一個人（片尾曲）     | 张赢                           | 罗锟                           | 杨紫                           |
| 3.                             | 最幸運的幸運（片尾曲）         | 张赢                           | 罗锟                           | 肖戰                           |
| 4.                             | 不完美的秘密（插曲）           | 张赢                           | 罗锟                           | 馮希瑤                         |
| 5.                             | Darling Darling（插曲）        | 张赢                           | 罗锟                           | 蘇運瑩                         |

## 原作小说
| 出版日期   | 书名               | 作者     | 出版社           | 页数   | ISBN               |
| ---------- | ------------------ | -------- | ---------------- | ------ | ------------------ |
| 2016年10月 | 《余生，请多指教》 | 柏林石匠 | 百花洲文艺出版社 | 316 页 | ISBN 9787550019157 |

## 播出信息
本剧於2019年8月开机，11月6日杀青。

### 早期宣传
2019年8月15日，该剧宣布演员阵容 ；9月2日，首曝剧照 ；10月30日，发布先导预告片以及概念海报。
2021年4月28日，该剧发布片花 ；8月5日，该剧发布定档海报 ；8月10日，该剧发布回眸动态海报 ；2021年8月14日，该剧发布了主题曲MV ；8月，该剧发布了“心动情话版”海报。

### 排期撤销
2021年8月5日，湖南卫视与腾讯视频同时宣布该剧将于2021年9月8日联合独播，一经发布后在社交网络平台上引起火爆话题。
2021年9月因配合中华人民共和国国家互联网信息办公室宣布的“2021清朗行动”而取消该剧原定于9月8日播出的排期安排，播出时间待定。

### 重新定档
2022年3月14日湖南卫视与腾讯视频官方微博发布定档通知，宣布本剧将于2022年3月15日起在湖南卫视与腾讯视频全网独家播出。

### 引見
1. 1 2  . 发行许可证. 广电总局.   [2020-07-27]. （原始内容存档于2020-07-27）.
2. ↑  . 金舒_NBJ4322. 网易娱乐. 2019-08-15  [2019-09-13]. （原始内容存档于2019-09-22） （简体中文）.
3. ↑  杨莲洁. . 徐美琳. 新京报. 2019-08-15  [2019-09-13]. （原始内容存档于2020-08-14） （简体中文）.
4. ↑  网易娱乐. . 网易娱乐. 2021-10-30  [2021-12-25]. （原始内容存档于2022-05-12） （简体中文）.
5. ↑  . 腾讯视频. 2021-08-14  [2022-03-22]. （原始内容存档于2022-05-21）.
6. ↑  . 腾讯视频. 2022-03-19  [2022-03-22]. （原始内容存档于2022-05-12）.
7. ↑  . 腾讯视频. 2022-03-21  [2022-03-22]. （原始内容存档于2022-05-12）.
8. 1 2  《余生，请多指教》电视剧影视原声带。
9. ↑  豆瓣读书上《余生，请多指教》的資料 （简体中文）
10. ↑  新浪娱乐. . 新浪娱乐. 2019-09-16  [2021-12-25]. （原始内容存档于2022-04-14） （简体中文）.
11. ↑  新浪娱乐. . 新浪娱乐. 2019-11-06  [2021-12-25]. （原始内容存档于2022-04-14） （简体中文）.
12. ↑  徐美琳. . 新京报. 2019-08-15  [2021-12-25]. （原始内容存档于2020-08-14） （简体中文）.
13. ↑  网易娱乐. . 网易娱乐. 2019-09-02  [2021-12-25]. （原始内容存档于2022-05-12） （简体中文）.
14. ↑  网易娱乐. . 网易娱乐. 2019-09-02  [2021-12-25]. （原始内容存档于2022-05-12） （简体中文）.
15. ↑  腾讯视频. . 腾讯视频. 2019-09-02  [2021-12-25]. （原始内容存档于2022-05-12） （简体中文）.
16. ↑  徐美琳. . 新京报. 2021-08-05  [2021-12-25]. （原始内容存档于2022-05-12） （简体中文）.
17. ↑  徐美琳. . 新京报. 2021-08-10  [2021-12-25]. （原始内容存档于2022-05-12） （简体中文）.
18. ↑  吴龙珍. . 新京报. 2021-08-14  [2021-12-25]. （原始内容存档于2022-05-12） （简体中文）.
19. ↑  北青网. . 北青网. 2021-08-19  [2021-12-25]. （原始内容存档于2022-03-19） （简体中文）.
20. 1 2  头条日报. . 头条日报. 2021-09-06  [2021-12-25]. （原始内容存档于2022-05-12） （简体中文）.
21. ↑  搜狐新闻. . 搜狐娱乐. 2022-03-14  [2022-03-14]. （原始内容存档于2022-05-12） （简体中文）.